# Jacob Dalgaard
Jacob Dalgaard (født 26. august 1968 i Hørsholm, død 10. februar 2016), søn af journalist Poul Dalgaard (der i 1949 modtog Cavlingprisen for sin dækning af Edderkopsagen), var en dansk barneskuespiller, der huskes for sin rolle som den anden af fire Daniel Skjern i Matador.

## Uddannelse og karriere
Rollen som Daniel Skjern blev Jacob Dalgaards eneste egentlige TV-rolle, men han spillede dog noget teater som ung, og han havde et musisk talent, som gjorde, at han som voksen bl.a. sang tenor i Københavns Bachkor og hans seneste offentlige optræden med koret var i december 2015.
Jacob Dalgaard blev student fra Birkerød Gymnasium i 1987 og begyndte derefter at studere studere jura ved Københavns Universitet, hvor han blev bachelor i jura i 1993. Derefter skiftede han i 1994 til at studere russisk fra samme universitet, dette studie blev dog aldrig færdiggjort. Sprogstudiet indledte han allerede i 1993 i Rusland, hvor han boede, arbejde og studerede (Sankt Petersborgs Statsuniversitet) frem til året efter. Således var han bl.a. oversætter og radiospeaker ved Radio Moskva (Ruslands Stemme). Derudover tog han også en række andre kurser som f.eks. oldgræsk og kirkeslavisk.
Udover arbejdet som oversætter arbejdede Jacob Dalgaard gennem årene i flere forskellige erhverv. Han var sagsbehandlervikar i bl.a. Danske Bank (Høje-Taastrup) og i Erhvervs- og Byggestyrelsen og havde også været informationsmedarbejder i Københavns Turistinformation og arbejde også i en periode indenfor telemarketing samt en kortere periode som tjener og fra 2009 fungerede han også som kordegn eller kordegnevikar i forskellige sogne, bl.a. Torup Sogn.

## Privatliv
Han mødte Anne Marie Lawætz i 2000, og sammen fik de en datter. De gik dog fra hinanden igen efterfølgende.
Jacob Dalgaard tillagde sine familieforhold en vanskellig opvækst, og med tiden udviklede han også en psykisk sygdom, der manifesterede sig periodisk, og som i sidste ende tog livet af ham.
Jacob Dalgaard blev bisat fra Bistrup Kirke onsdag d. 24. februar 2016.

## Filmografi
- Matador: Afsnit 8, & 10-12 (sendt 1. gang i 1979)